# Caesar (joc)
Caesar és un videojoc publicat per Avalon Hill on l'objectiu és fer pròspera una ciutat romana. El jugador assumeix el paper de l'emperador, d'aquí el nom, i ha de decidir quines accions emprendre. Ha d'assegurar el contentament popular construint cases, aqüeductes, entreteniments i serveis però també ha de fixar-se en les regions veïnes, per evitar que els bàrbars envaeixin la ciutat. Per això ha de pagar regularment els soldats que protegiran les fronteres i intentaran expandir l'imperi. És un joc d'estratègia i simulació en la línia de Sim City.